# Mostafa El-Sayed
Mostafa A. El-Sayed ( árabe : مصطفى السيد) es un químico físico egipcio-estadounidense, un destacado investigador en nanociencia, miembro de la Academia Nacional de Ciencias y ganador de la Medalla Nacional de Ciencias de Estados Unidos Fue el editor en jefe del Journal of Physical Chemistry durante un período crítico de crecimiento. También es conocido por la regla de espectroscopia que lleva su nombre, la regla de El-Sayed.

## Primeros años y carrera académica
El-Sayed nació en Zifta, Egipto y pasó sus primeros años de vida en El Cairo. Obtuvo su B.Sc. en química de la Facultad de Ciencias de la Universidad Ain Shams, El Cairo en 1953. El-Sayed obtuvo su doctorado en química de la Universidad Estatal de Florida trabajando con Michael Kasha, el último alumno del legendario GN Lewis. Mientras asistía a la escuela de posgrado, conoció y se casó con Janice Jones, su esposa durante 48 años. Pasó un tiempo como investigador postdoctoral en la Universidad de Harvard, la Universidad de Yale y el Instituto de Tecnología de California antes de unirse a la facultad de la Universidad de California en Los Ángeles en 1961. Pasó más de treinta años de su carrera en UCLA, mientras que él y su esposa criaron a cinco hijos (Lyla, Tarric, James, Dorea e Iván). En 1994, se jubiló de la UCLA y aceptó el cargo de Presidente Julius Brown y Profesor Regents de Química y Bioquímica en el Instituto de Tecnología de Georgia . Dirigió el Laser Dynamics Lab allí hasta su jubilación total en 2020.
El-Sayed fue editor en jefe del Journal of Physical Chemistry (1980–2004).

## Investigación

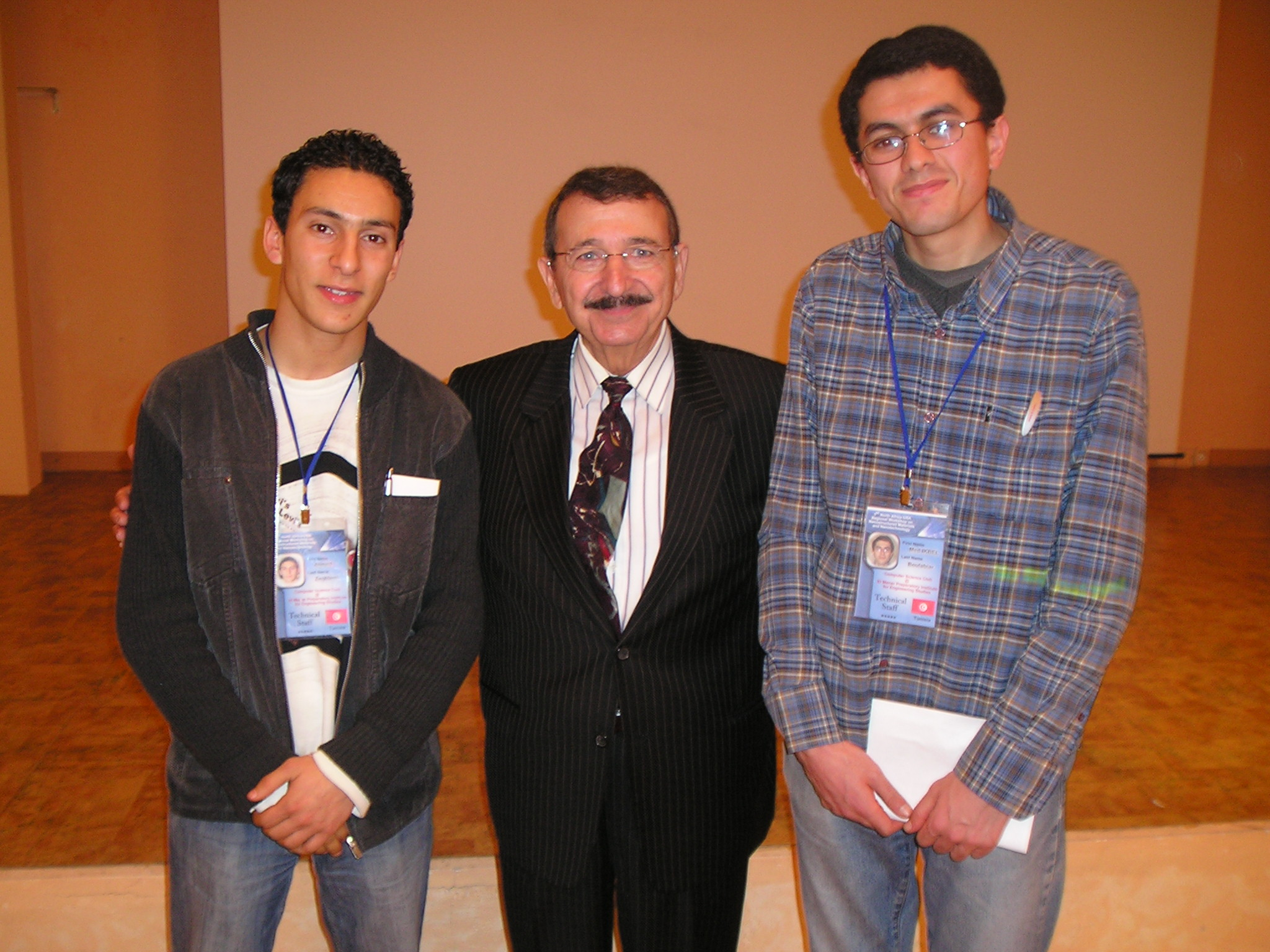
Mostapha El-Sayed con dos estudiantes (17 de marzo de 2008)

El-Sayed y su grupo de investigación han contribuido a muchas áreas importantes de la investigación en química física y de materiales. Los intereses de investigación de El-Sayed incluyen el uso de la espectroscopia láser en estado estacionario y ultrarrápida para entender la relajación, el transporte y la conversión de energía en moléculas, en sólidos, en sistemas fotosintéticos, puntos cuánticos semiconductores y nanoestructuras metálicas. El grupo de El-Sayed también ha participado en el desarrollo de nuevas técnicas como la selección magnetofotónica, la espectroscopia Raman de picosegundos y la espectroscopia de doble resonancia de microondas de fosforescencia. Actualmente, su laboratorio se centra en las propiedades ópticas y químicas de las nanopartículas de metales nobles y sus aplicaciones en nanocatálisis, nanofotónica y nanomedicina. Su laboratorio es conocido por el desarrollo de la tecnología de nanorods de oro. Desde 2021, El-Sayed ha realizado más de 1200 publicaciones en revistas de referencia en las áreas de espectroscopia, dinámica molecular y nanociencia, con más de 130.000 citas.

## Distinciones
Por su trabajo en el ámbito de la aplicación de las técnicas espectroscópicas del láser al estudio de las propiedades y el comportamiento en la nanoescala, El-Sayed fue elegido miembro de la Academia Nacional de Ciencias en 1980. En 1989 recibió el Premio Tolman y en 2002 el Premio Irving Langmuir de Física Química. Ha recibido el Premio Internacional Rey Faisal ("Premio Nobel de Arabia") en Ciencias en 1990, el más alto galardón de Georgia Tech, "The Class of 1943 Distinguished Professor", un doctorado honorario en Filosofía por la Universidad Hebrea, y varios otros premios, entre ellos algunos de las diferentes secciones locales de la American Chemical Society. Fue becario distinguido Sherman Fairchild en el Instituto Tecnológico de California y galardonado con el premio Alexander von Humboldt para científicos estadounidenses. Fue redactor jefe del Journal of Physical Chemistry de 1980 a 2004 y también ha sido redactor estadounidense de International Reviews in Physical Chemistry. Es miembro de la Academia estadounidense de Artes y Ciencias, miembro de la Sociedad estadounidense de Física, la Asociación estadounidense para el Avance de la Ciencia y la Academia de Ciencias del Tercer Mundo. Mostafa El-Sayed recibió la Medalla Nacional de Ciencias de EE. UU. de 2007 "por sus contribuciones fundamentales y creativas a nuestra comprensión de las propiedades electrónicas y ópticas de los nanomateriales y sus aplicaciones en nanocatálisis y nanomedicina, por sus esfuerzos humanitarios de intercambio entre países y por su papel en el desarrollo del liderazgo científico del mañana". También se anunció que Mostafa recibiría el premio Ahmed Zewail 2009 en ciencias moleculares. En 2011, ocupó el puesto 17 en la lista de Thomson-Reuters de los mejores químicos de la última década. El profesor El-Sayed también recibió la Medalla Priestley 2016, el mayor honor de la American Chemical Society, por sus contribuciones a la química durante décadas.

## La regla de El-Sayed
La tasa de cruce entre sistemas es relativamente grande si la transición sin radiación implica un cambio de tipo de orbital.
 - Mostafa El-Sayed

Esta regla se aplica a la fosforescencia y a fenómenos similares. Los electrones vibran y resuenan alrededor de las moléculas en diferentes modos (estado electrónico), generalmente en función de la energía del sistema de electrones. Esta ley establece que el cambio de energía constante entre dos estados electrónicos se produce más fácilmente cuando las vibraciones de los electrones se conservan durante el cambio: cualquier cambio en el espín de un electrón se compensa con un cambio en su movimiento orbital (acoplamiento espín-órbita).
El cruce entre sistemas (ISC) es un proceso fotofísico que implica una transición isoenergética sin radiación entre dos estados electrónicos con multiplicidades diferentes. Suele dar lugar a una entidad molecular vibracionalmente excitada en el estado electrónico inferior, que suele decaer a su nivel vibracional molecular más bajo. La ISC está prohibida por las reglas de conservación del momento angular. En consecuencia, la ISC suele producirse en escalas de tiempo muy largas. Sin embargo, la regla de El-Sayed establece que la tasa de cruce entre sistemas, por ejemplo, desde el estado singlete más bajo al múltiple triplete, es relativamente grande si la transición sin radiación implica un cambio de tipo de orbital molecular. Por ejemplo, un singlete (π,π*) podría pasar a un estado triplete (n,π*), pero no a un estado triplete (π,π*) y viceversa. Formulada por El-Sayed en la década de 1960, esta regla se encuentra en la mayoría de los libros de texto de fotoquímica, así como en el Libro de Oro de la IUPAC. La regla es útil para entender la fosforescencia, la relajación vibracional, el cruce entre sistemas, la conversión interna y los tiempos de vida de los estados excitados en las moléculas.